# Weronika Narmontowicz
Weronika Narmontowicz CSFN, siostra Maria Boromea (ur. 5 grudnia?/18 grudnia 1916 w Wiercieliszkach, zm. 1 sierpnia 1943 pod Nowogródkiem) – polska siostra zakonna ze Zgromadzenia Najświętszej Rodziny z Nazaretu, błogosławiona Kościoła katolickiego.
24 grudnia 1936 wstąpiła do nowicjatu w Grodnie i po trzech latach złożyła śluby zakonne. Posługę rozpoczęła w Nowogródku i tam zastała ją sowiecka okupacja. Po wkroczeniu Niemców oddała życie za mieszkańców miasta i została rozstrzelana razem z 10 innymi siostrami zakonnymi.
Została beatyfikowana przez papieża Jana Pawła II 5 marca 2000 roku w grupie 11 męczennic z Nowogródka.

## Źródła internetowe
- S. Maria Teresa Górska CSFN Męczennice z Nowogródka